# Fadenkorrektur
Die Fadenkorrektur ist bei Flüssigkeits-Glasthermometern die immer dann notwendige Berichtigung der angezeigten Temperatur, wenn das Thermometer unter anderen Bedingungen betrieben wird als unter denen, bei denen es justiert worden ist. Es handelt sich um eine rechnerisch vorzunehmende Korrektur der dann auftretenden Messabweichung.
Wenn auf der Skale nichts anderes angegeben ist, sind Thermometer „ganz eintauchend“ justiert, so dass sie zur korrekten Temperaturmessung vollständig in das zu messende Objekt eingetaucht sein müssen. Bei Thermometern, die die Lufttemperatur messen, ist das kein Problem. Jedoch können Thermometer, die in eine Flüssigkeit ganz eintauchen, häufig nicht abgelesen werden. Das gilt insbesondere bei undurchsichtiger Gefäßwand oder bei trüber Flüssigkeit. Eine Ablesung in Festkörpern scheidet ganz eintauchend völlig aus.

Das zur Ablesung herausragende Thermometer zeigt gegenüber dem ganz eintauchenden um die Fadenkorrektur zu wenig an

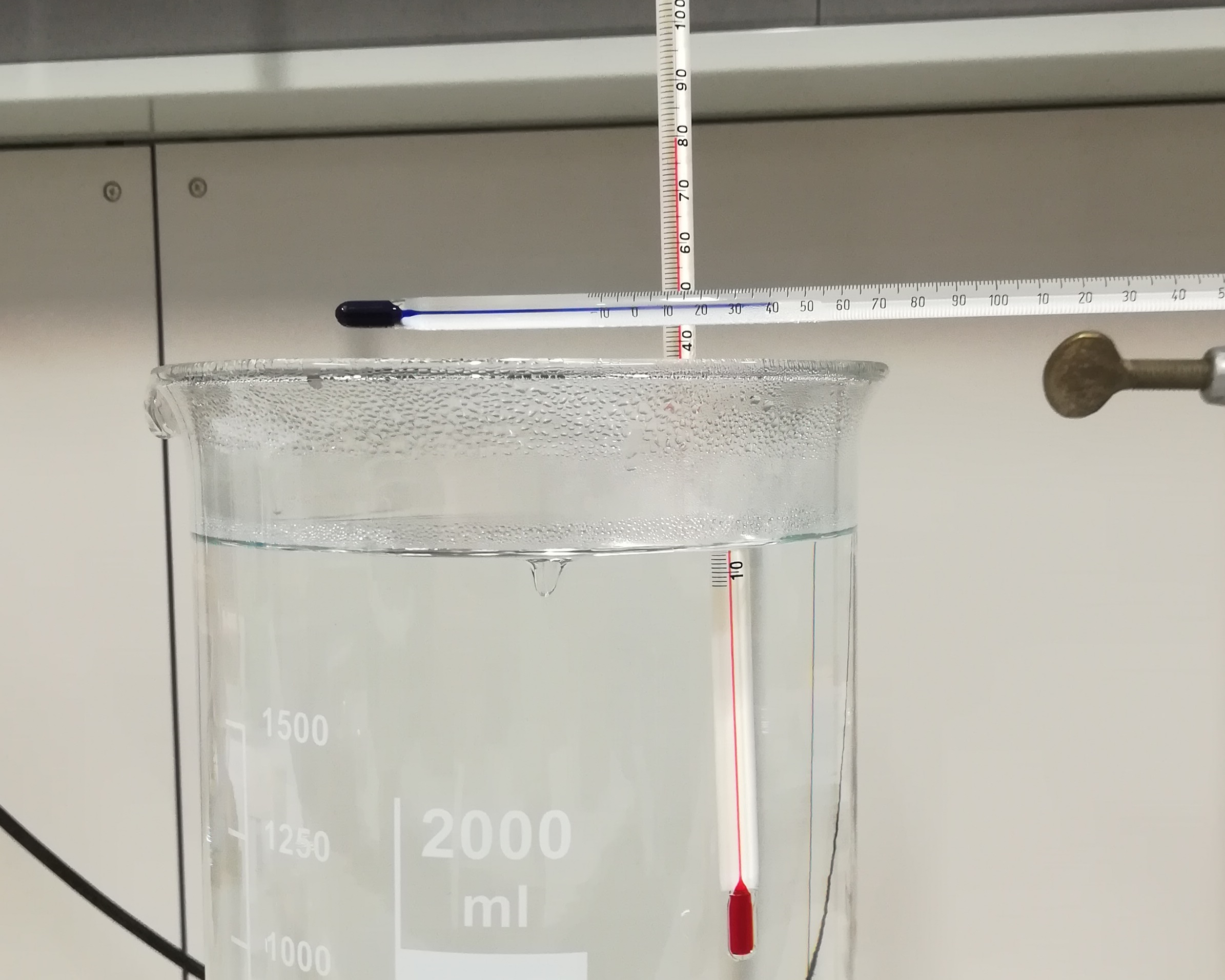
Nur teilweise eingetauchtes, jedoch ganzeintauchend justiertes Thermometer, dessen Anzeige deshalb rechnerisch korrigiert werden muss.

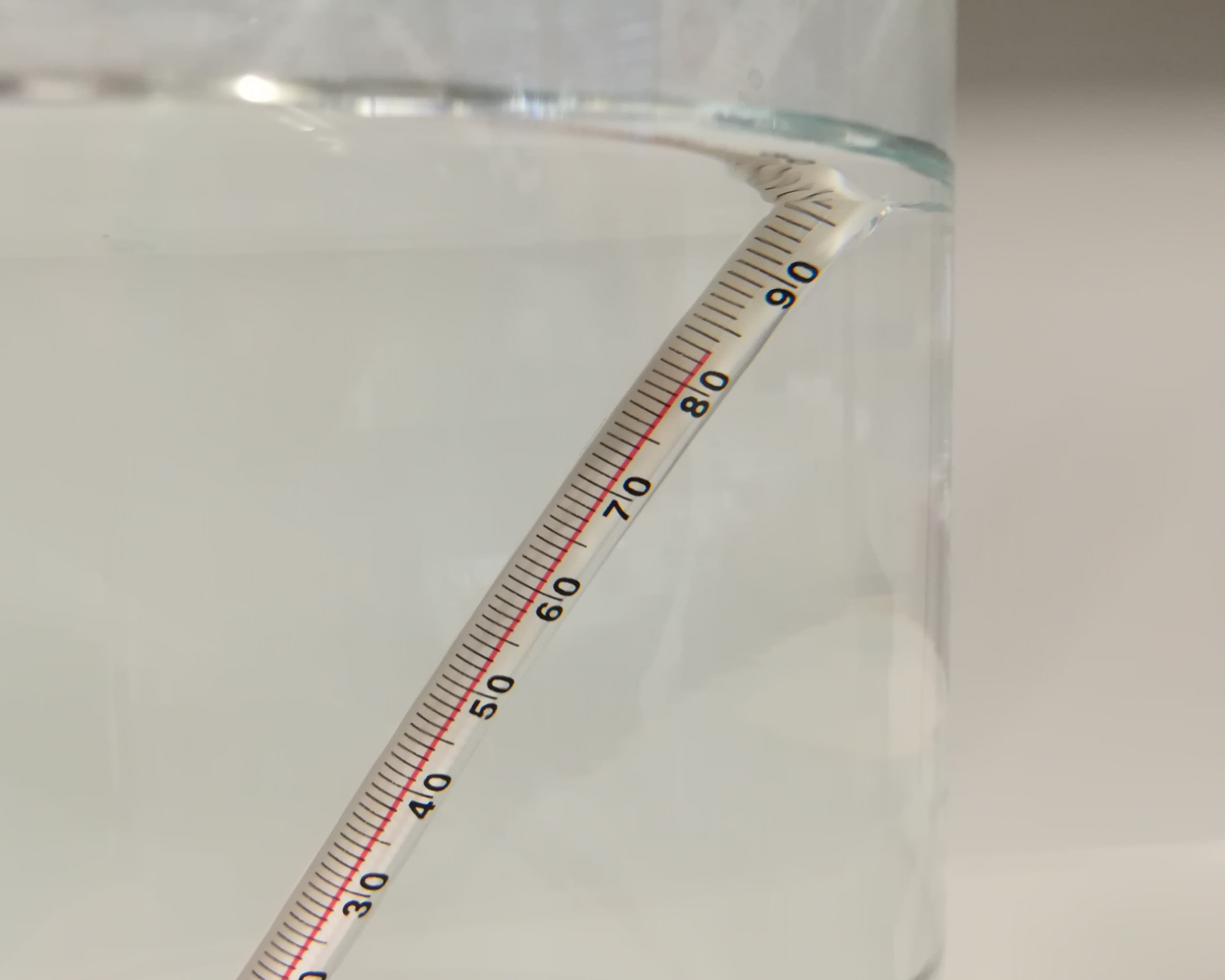
Messung mit ganz eintauchendem Thermometer im selben Wasserbad zum Vergleich.

Zum Zwecke der fortlaufenden Temperaturmessung (Temperaturbeobachtung) mit einem Flüssigkeits-Glasthermometer ragt in den meisten Anwendungen der Faden (die Flüssigkeitssäule im Thermometer-Röhrchen) aus dem Messgut heraus. Ist die Umgebungstemperatur niedriger als die Messstellentemperatur, dann zeigt das Thermometer eine zu niedrige Temperatur an; denn der Faden ist kühler als das zu messende Objekt, und die Flüssigkeit im Faden dehnt sich für eine korrekte Messung zu wenig aus.
Die Fadenkorrektur K ergibt sich aus:
{\displaystyle K={\frac {n}{M}}\,(t_{a}-t_{f})}
n = Länge des herausragenden Fadens, ausgedrückt in °C der Temperaturskale
ta = angezeigte Temperatur
tf = mittlere Temperatur des herausragenden Fadens
M = Materialkonstante
M =  6000 °C für Quecksilber
M = 10000 °C für Gallium
M =   1100 °C für Petroleum, Isoamylbenzoat
M =   1000 °C für Ethanol, Toluol, Pentan
In der unten zitierten Quelle steht der zu ihrer Vorgängerausgabe und zu Beiblatt 1 zu DIN 12770 im Widerspruch stehende Wert
M = 10000 °C für Ethanol, Toluol, Pentan
Die mittlere Fadentemperatur tf kann behelfsmäßig mit einem zweiten, auf halber Höhe des herausragenden Fadens gehaltenen Thermometer oder, bei höheren Genauigkeitsanforderungen, mit einem speziellen Fadenthermometer bestimmt werden.
Beispiel 1Das oberste Bild zeigt rechts ein ganz eintauchendes Quecksilber-Thermometer, links eines mit herausragendem Faden. Trotz identischer Thermometer und bei ideal durchmischter Flüssigkeit zeigt das linke eine niedrigere Temperatur an. Dabei sind M = 6000 °C und eine mittlere Fadentemperatur tf = 35 °C zugrunde gelegt worden.
{\displaystyle K={\frac {(193-155)\,^{\circ }\mathrm {C} }{\displaystyle 6000\,^{\circ }\mathrm {C} }}\cdot (193-35)\,^{\circ }\mathrm {C} =1,0\,^{\circ }\mathrm {C} }
Beispiel 2Eine Situation aus der Laborpraxis zeigen die zwei Fotos rechts, auf denen oben ein wassergefülltes Becherglas und zwei quecksilberfreie Thermometer (rote Füllung Petroleum, blaue Füllung Isoamylbenzoat) abgebildet sind. Das nur bis zur 0-°C-Marke eingetauchte, jedoch herstellerseitig ganzeintauchend justierte Thermometer („rot“) zeigt hier 80 °C. Das Hilfsthermometer („blau“) auf halber Länge des herausragenden Fadens zeigt ca. 40 °C, woraus sich unter Berücksichtigung der Materialkonstante 1100 für die Petroleumfüllung gemäß o. g. Formel eine Korrektur von + 3 K ergibt; das Wasserbad ist also tatsächlich 83 und nicht 80 °C warm. Dies belegt im Rahmen dieser Demonstration die hier mögliche, anschließende Messung mit ganz eingetauchtem Thermometer auf dem unteren Foto.
Beispiel 3Eine Ofentemperatur wird mit einem Quecksilber-Glasthermometer zu ta = 279 °C gemessen. Das Thermometer ragt oberhalb des Skalenwertes von rund 50 °C aus dem Ofen heraus. Ein Schutzrohr um das Thermometer hat etwa die Temperatur von 40 °C, dies ist dann auch die Fadentemperatur. Dann ergibt sich mit entsprechender Rechnung K = 9 °C.
Damit wird die Temperatur um 9 °C zu niedrig angezeigt. Die berichtigte Ofentemperatur beträgt 288 °C.
Tabellierte Werte zur Temperaturkorrektur findet man in Tabellenbüchern, beispielsweise im Küster-Thiel.

## Quelle
VDI/VDE-Richtlinie 3511, Blatt 2 (1996) „Technische Temperaturmessungen“